# Петанж
Петанж (фр. Pétange, люксемб. Péiteng, нім. Petingen) — комуна Люксембургу. Входить до складу кантону Еш-сюр-Альзетт в окрузі Люксембург.

## Географія
Площа території комуни становить 11,93 км² (100-е місце за цим показником серед 116 комун Люксембургу).
Територія комуни межує з територіями Бельгії та Франції.
Висота найвищої точки комуни над рівнем моря складає 397 метрів (61-е місце за цим показником серед комун країни), найнижчої — 260 метрів (70-е місце).

## Демографія
Станом на 2011 рік на території комуни мешкало 15 971 ос.
Динаміка чисельності населення:

## Адміністративний поділ
До складу комуни входять такі поселення:
| Поселення  | Населення за даними переписів: | Населення за даними переписів: | Населення за даними переписів: |
| Поселення  | на 31.03.1981                  | на 01.03.1991                  | на 15.02.2001                  |
| ---------- | ------------------------------ | ------------------------------ | ------------------------------ |
| Ламаделейн | 1 828                          | 1 937                          | 2 335                          |
| Петанж     | 6 416                          | 6 447                          | 6 909                          |
| Роданж     | 3 891                          | 3 968                          | 4 505                          |